# Pungu maclareni
Pungu maclareni é uma espécie de peixe da família Cichlidae.
É endémica de Camarões.